# Azazia transducta
Azazia transducta là một loài bướm đêm trong họ Noctuidae.